# Black NASA
I Black NASA erano un gruppo musicale stoner originario del New Jersey, fondato nel 2000 a Long Branch e rimasto attivo fino al 2005. L'ultima esibizione live risale al tour a supporto del disco Deuce.
Il nome del gruppo si riferisce alla NASA e in generale alle sue cospirazioni.

## Formazione
- Chris Kosnik - basso, voce, chitarra, synth
- Duane Hutter - chitarra
- Corey Stubblefeld - batteria

## Discografia
- Black NASA (2002)
- Deuce (2004)